# チャンス! (1996年の映画)
チャンス!（原題：The Associate）は、1996年のアメリカのコメディ映画。ウーピー・ゴールドバーグ主演。

## 概要
ミシェル・セロー主演の1979年の映画「L'Associe」のリメイク。「ミセス・ダウト」のグレッグ・キャノムが特殊メイクを担当し、本作では黒人女性であるウーピーを白人男性に扮装させている。

## あらすじ
金融アナリストのローレルは、ウォール街での出世を目指し仕事に勤しんでいたが、女性であることを理由に昇進を見送られてしまう。一方で、根回しやゴマすりばかり得意な同僚のフランクが昇進し、彼の下で働くことに嫌気が差したローレルは独立して自身で会社を立ち上げることを決意。だが、男性優位のウォール街では女性であるというだけで誰からも相手にされなかった。そこで彼女は架空の白人男性、ロバート・S・カティの存在をでっち上げ、彼の名前を使うことで投資家たちと取引を結ぶことに成功。秘書のサリーも仲間に加わり、ローレルの会社は急成長を遂げ、業界内ではカティの名前が至る所に知れ渡っていった。
だが、ローレルが経営難のコンピューター会社を救ったことで、カティにインサイダー取引の疑惑がかかり、カティが公の場に出てこなければならない事態となった。

## キャスト
| 役名                                   | 俳優                       | 日本語吹替 | 日本語吹替 |
| 役名                                   | 俳優                       | ソフト版   | 機内上映版 |
| -------------------------------------- | -------------------------- | ---------- | ---------- |
| ローレル・エアーズ ロバート・S・カティ | ウーピー・ゴールドバーグ   | 小宮和枝   | 片岡富枝   |
| サリー・ドゥーガン                     | ダイアン・ウィースト       | 沢田敏子   |            |
| フランク・ピーターソン                 | ティム・デイリー           | 大塚芳忠   |            |
| ドナルド・ファロン                     | イーライ・ウォラック       | 広瀬正志   |            |
| カミール・スコット                     | ベベ・ニューワース         | 小林優子   |            |
| イソップ・フランクリン                 | オースティン・ペンドルトン | 成田剣     |            |
| シンディ・メイスン                     | レイニー・カザン           | 雨蘭咲木子 |            |
| ドナルド・トランプ                     |                            |            |            |

- ソフト版：VHS・DVD収録